# Herman Georges Berger
Herman Georges Berger (ur. 1 sierpnia 1875 w Bassens, zm. 13 stycznia 1924 w Nicei) – francuski szermierz. Medalista olimpijski z Londynu.
Po medal sięgał w szpadzie. W 1908 triumfował w rywalizacji drużynowej.